# Meritneith

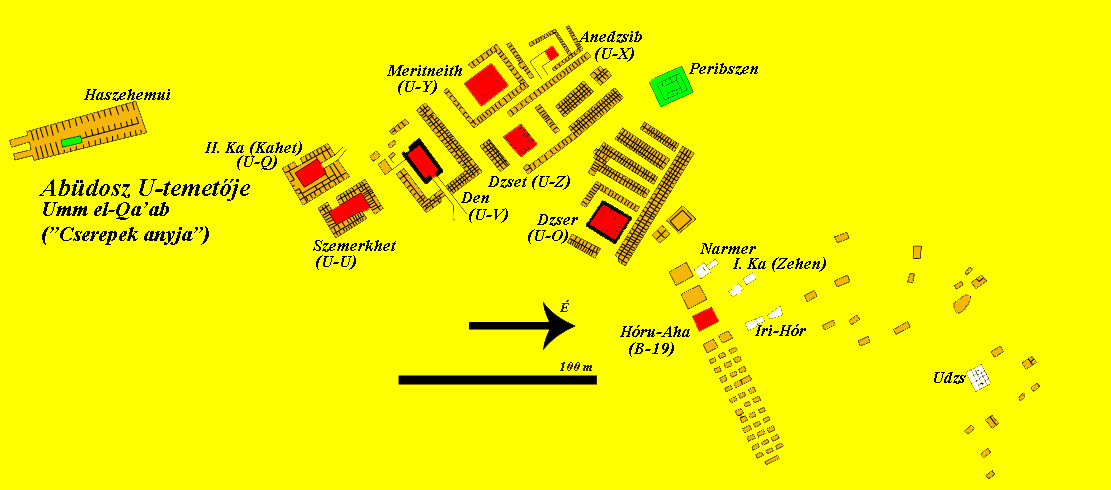
Az Umm el-Kaáb temetőben az első dinasztia fáraói és a II. dinasztia utolsó két uralkodója nyugszik. Köztük található Meritneith sírja.

Meritneith vagy Merneith („Neith kedveltje”) ókori egyiptomi királyné, régens és esetleg fáraó az I. dinasztia idején. Abüdoszi sírja, mely semmiben nem különbözik a kor fáraósírjaitól, arra utal, fáraóként is uralkodott, így ő lehetett Egyiptom első női uralkodója; fennmaradt sztéléjén azonban nevét nem írják szerehbe, ahogy a fáraókét szokás volt. Az „Y sír” néven ismert sírban talált leleteken három másik fáraó, Dzser, Dzset és Den nevét is megtalálták, utóbbinak az anyja volt, Dzsetnek pedig valószínűleg a felesége.

## Nyughelye
Meritneith abüdoszi (Umm el-Qa'ab) sírjára, melyet egy közeli sztélé azonosít az ő sírjaként, William Flinders Petrie talált rá 1900-ban; eleinte egy korábban ismeretlen férfi uralkodó sírjának hitte, csak később került elő Den sírjából az a hengerpecsét, ami Den anyjaként említi Meritneithet. Ezen a pecséten a dinasztia fáraói közt említik (más királynékat nem említenek, köztük egy olyat sem, aki szintén lehetett régens a fia helyett), neve mellett azonban nem szerepel Hórusz jelképe, ami a többi fáraóé mellett igen. A sólyomjelképet talán nem tartották megfelelőnek egy nő nevéhez, helyette Nehbet istennő keselyűje szerepel. Egy másik, az I. dinasztia uralkodóit felsoroló fáraólista, ami II. Ka sírjából került elő egy pecséten, nem említi, az efféle listák azonban nagy eltéréseket mutatnak, különösen a korai fáraók esetén.
Tudni, hogy Den apja Dzset volt, így Meritneith az ő felesége lehetett. Dzset feltehetőleg nem uralkodott sokáig, Meritneith pedig régens vagy társuralkodó lehetett fiuk kiskorúsága idején. Nevének egy részlete felismerhető a palermói kövön.
A sírhoz legalább negyven kisebb sírgödör tartozik, itt feláldozott szolgáit temették el. Meritneith sírjában napbárka is volt (ez a halott fáraó lelkét szállította a túlvilágra, és csak uralkodóknak járt), azonkívül abüdoszi sírján kívül halotti emlékműve is épült Szakkarában, öt másik fáraóé közelében. Ebben az időben csak uralkodóknak járt ki, hogy sírjukon kívül halotti templomuk is legyen, és Meritneith az egyetlen jelenleg ismert első dinasztiabeli nő, akinek mindkettő épült. Még olyan királynék sem kaptak, akik szintén voltak régensek, és bár hatalmas sírt építettek nekik, nem a fáraókéhoz foghatót, ahogy Meritneithnek.

## Uralkodása
Meritneith uralkodásából kevés más lelet maradt fenn. A 16×42 m területű szakkarai 3503-as masztabából kőedények és pecsétlenyomatok kerültek elő a nevével. A leletek kis számát magyarázhatja az, hogy talán a Meritneith által kiadott dokumentumokon kiskorú fia, Den neve szerepelt.
Mivel Neith kultuszközpontja, Szaisz a Nílus-deltában volt, feltételezhető, hogy Meritneith innen származott. Egy elképzelés szerint Dzser lánya volt. Manethón feljegyzése alapján az első dinasztia Memphiszből uralkodott; Dzser egy feleségét, Herneithet Szakkarában temették el. Ő lehet akár Meritneith anyja is. Szintén bizonyítatlan, hogy Dzset és Meritneith házassága az újonnan egyesített Felső- és Alsó-Egyiptom egységét volt hivatott megszilárdítani (ezt Narmer és Neithhotep házasságára is mondják).

## Titulatúra
| U7 · U7 |

| U7 · U7 |

| U7 · U7 |

| U7 · U7 |

| U7 · U7 |

| U7 · U7 |

| U7 · U7 |

| U7 · U7 |

| U6 | D21 · R24 |

| U6 | D21 · R24 |